# Killzone 3
Killzone 3 é um jogo eletrônico de tiro em primeira pessoa para a PlayStation 3, desenvolvido pela Guerrilla Games e publicado pela Sony Computer Entertainment. É o quinto game da cronologia fictícia e o terceiro da série principal de Killzone, e ainda é o primeiro jogo da série a ser apresentado em 3D, é o primeiro jogo da Sony a apresentar dublagem em Português, sendo o primeiro a incluir controles de movimento usando o PlayStation Move.

## História
O jogo começa imediatamente após o término do Killzone 2 e segue anteriores jogos de principal protagonista, Tomas Sevechenko (vulgo Sev), um militar das Forças Especiais da Aliança Estratégica Interplanetária (ISA) contra o Império Helghast.
A morte de seu ditador Scolar Visari deixou o Império Helghast em um estado de luta interna. Agora, Sev e seu companheiro Rico estão presos no fogo cruzado entre as várias facções políticas, sem reforços e são deixados a lutar sozinho para escapar como o ISA luta para reagrupar suas forças e parar uma invasão Helghast da Terra. O jogo também vai dar aos jogadores um olhar mais profundo na cultura Helghan, como a sua linguagem e mostrar o que a humanidade terem deixado dentro deles.
Guerrilla Games também mencionou que o jogo e a história será parte integrante do jogo com o diálogo e o desenvolvimento do personagem vai ser muito melhorada. Além disso, a Guerrilla Games também disse que eles estão reduzindo o uso de palavrões em Killzone 3, que muitos sentiam era desnecessário no diálogo de Killzone 2. Eles mencionaram que o diálogo no jogo deve ser centrado sobre a promoção da história e não a exposição gratuita de "palavrões". No início do jogo usa-se o protagonista Sev com Rico disfarçados de helghasts para entrar na fortaleza dos helghasts.